# اقتصاد باريس

مقرات شركة توتال وهي أكبر شركة في فرنسا بكوربفوا الواقعة في حي لا ديفونس الباريسيّ للأعمال

يعتمد اقتصاد باريس بشكل كبير على قطاع الخدمات والتجارة: من بين 390.480 شركة من شركاتها يعمل نحو 80.6% في قطاع التجارة، والنقل، والخدمات المتعددة، و 6.5% في مجال البناء، في حين أن 3.8% فقط في الصناعة. تُعدّ باريس، بما في ذلك مدينة باريس ومنطقة إيل دو فرانس (منطقة باريس)، أهم مركز للنشاط التجاري في فرنسا، إذ تُمثل نحو 30% من الناتج المحلي الإجمالي لفرنسا.
السيناريو مشابه في منطقة باريس، أو في منطقة إيل دو فرانس، ككُل. 76.7% من الشركات تعمل في قطاع التجارة والخدمات، و3.4% في الصناعة. 59.5% من العاملين في المنطقة يعملون في التجارة، والنقل والخدمات المتنوعة، و 26.9% في الإدارة العامة، والخدمات الصحية والاجتماعية، في حين 8.2% في الصناعة، و5.2% في مجال البناء.
تقع جميع الشركات الفرنسية العشرة الأولى المُدرجة ضمن قائمة فورتشن غلوبال 500 لعام 2015 في منطقة باريس، تسع منها تقع في مدينة باريس بينما شركة توتال إس. ايه.، تقع في إقليم أوت دي سين، في المنطقة التجارية في لا ديفونس. يقع المقر الرئيسي المُسجل لرابع أكبر شركة، بنك سوسيتيه جنرال، في باريس، وتتوزع مكاتبها التنفيذية في لا ديفونس. تقع مجموعة أخرى بارزة من الشركات الرئيسية في منطقة إيسي ليه مولينو (الشركات الإعلامية)؛ وبولون- بيانكور، وسين سان دوني.

## الناتج المحلي الإجمالي لمنطقة باريس
في عام 2016، وفقًا لحسابات المعهد الوطني للإحصاء والدراسات الاقتصادية (أي إن إس إي إي) فإن الناتج المحلي الإجمالي (جي دي بّي) لمنطقة باريس بلغ نحو 680 مليار يورو، وكان نصيب الفرد من الناتج الداخلي الخام لكل ساكن في المنطقة نحو 56.000 يورو، وهو الأعلى في  فرنسا. يُمثل الناتج المحلي الإجمالي لمنطقة باريس نحو 31% من الناتج المحلي الإجمالي لفرنسا متروبوليتان.
في عام 2011، احتل الناتج المحلي الإجمالي لمنطقة باريس المرتبة الثانية كأكبر ناتج في أوروبا، بعد ولاية شمال الراين-وستفاليا في ألمانيا مباشرةً. كان الناتج المحلي الإجمالي للفرد الرابع أوروبيًا كأكبر ناتج، بعد كلًا من لوكسمبورغ، وبروكسل، وهامبورغ.
نما الناتج المحلي الإجمالي الإقليمي لباريس بشكل مستمر بمعدل 2.3% في السنة بين عامي 1993 و2007. مع ذلك، خلال الركود الحاصل في عام 2009، انخفض الناتج المحلي الإجمالي بشكل حاد بنسبة 4.9%، قبل أن يتعافى وينمو مرة أخرى.
يُعد اقتصاد باريس الإقليمي اقتصاد ثالثي إلى حد كبير، أو اقتصاد خدمات. يُمثل القطاع الثالثي، بما فيه من خدمات تجارية ومالية، والحكومة، والتعليم، والصحة، نحو 90% من القيمة المضافة، ما يجعل من باريس في الصف الثالث مباشرةً وراء لندن الكبرى وبروكسل. انخفضت القيمة المضافة للصناعة من 12% في عام 2000 إلى 8% في عام 2011.
صنفت التقديرات الرسمية منطقة باريس وفقًا للناتج المحلي الإجمالي كخامس أكبر اقتصاد حضري في العالم، بعد كلًا من طوكيو، ونيويورك، ولوس أنجلوس، وسول:
| المدينة                      | التقدير الرسيم للناتج المحلي الإجمالي الاسمي (بالمليار دولار) |
| ---------------------------- | ------------------------------------------------------------- |
| 01- طوكيو                    | 1٬900 (2007)                                                  |
| 02- نيويورك                  | 1٬558٫518 (2014)                                              |
| 03- لوس أنجلوس               | 866٫745 (2014)                                                |
| 04- سول                      | 688٫2 (2014)                                                  |
| 05- باريس                    | 688 (2013)                                                    |
| 06- شيكاغو                   | 610٫552 (2014)                                                |
| 07- لندن                     | 542 (2014)                                                    |
| 08- هيوستن                   | 525٫397 (2014)                                                |
| 09- دالاس-فورت ورث-أرلينغتون | 504٫358 (2014)                                                |
| 10- ساو باولو                | 477٫005 (2011)                                                |

## شركات فورتشن غلوبال 500
في عام 2015، استضافت منطقة باريس المقر الرئيسي لـ29 شركة فرنسية من أصل 31 مُدرجة ضمن قائمة فورتشن غلوبال 500، تضم القائمة أكبر 500 شركة في العالم من حيث الأرباح. تقع جميع المقرات الرئيسية لأكبر 12 شركة فرنسية مُدرجة ضمن قائمة فورتشن غلوبال 500 لعام 2015 في منطقة باريس، في المدينة أو في الضواحي على حدٍ سواء.        

## العمالة في منطقة باريس حسب القطاع
يُعتبر اقتصاد كلًا من باريس ومنطقة باريس اقتصاد خدمات بصفة عامة. كان الجانب الصناعي في اقتصاد منطقة باريس يتقلص بشكل مُطّرد؛ إذ انخفض عدد العمال الصناعيين من 532.539، أو بنسبة 9.6% من السكان العاملين في عام 2007، إلى 463.201 عامل، أو بنسبة 8.2% في عام 2012. العمالة في الاقتصاد الإقليمي لباريس، كنظيرتها في اقتصاد مدينة باريس، يتركز معظمها في التجارة، والخدمات، والنقل، والإدارة العامة، والتعليم، والصحة والرعاية الاجتماعية.